# Доісторичні наскельні малюнки долини Коа
Доісторичний наскельні малюнки долини Коа, Археологічний парк долини Коа (порт. Parque Arqueológico do Vale do COa (PAVC)) - археологічний пам'ятник палеоліту простонеба, розташований у регіоні північно-східної Португалії, біля кордону з Іспанією. 
На початку 1990-х років у Віла-Нова-де-Фош-Коа були відкриті скельні гравюри під час будівництва греблі в долині річки Коа. Вони включають тисячі вигравійованих скельних малюнків коней, великої рогатої худоби та інших тварин, людських та абстрактних фігур, датованих 22 000 - 10 000 роками до н.е. Громадська підтримка та вибори 1995 року призвели до скасування будівництва греблі. 
З 1995 року команда археологів вивчала та каталогізувала цей доісторичний комплекс. Археологічний парк долини Коа був створений для прийому відвідувачів та інтерпретації знахідок, і тут був побудований музей Коа після конкурсу серед дизайнерів. 

## Історія
Перші малюнки, що з'явилися в долині Коа, датуються між 22–20 000 роками до н.е., що складаються із зооморфних зображень природи.  Між 20–18 000 рр. до н.е. (Солютрейська культура), вторинна група малюнків тварин, що включала коней в намордниках.  У 16–10 000 рр. до н. е. (Мадленська культура) було більше робіт, у стилі палеоліту. По суті антропоморфні та зооморфні малюнки включали коней, ідентифікованих за їх характерними гривами, турів та оленів.  
Інші картини, що відносяться до періоду епіпалеоліту, мали зооморфний напівнатуралістичний дизайн.  Ще одна фаза антропоморфних зображень зустрічалася протягом неоліту, яка також включала зооморфні малюнки, які були як геометричними, так і абстрактними.  З’явилися також антропоморфні малюнки, що відносяться до епохи енеоліту та бронзи; вони мали насамперед антропоморфний характер.  

## Галерея

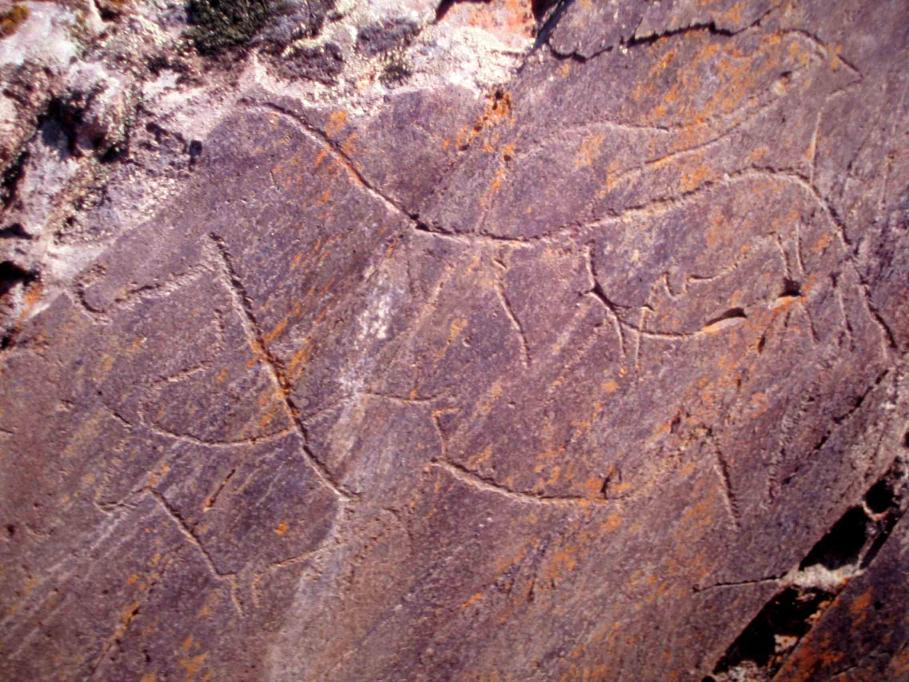
Різьба різних зооморфних істот, зокрема, коня
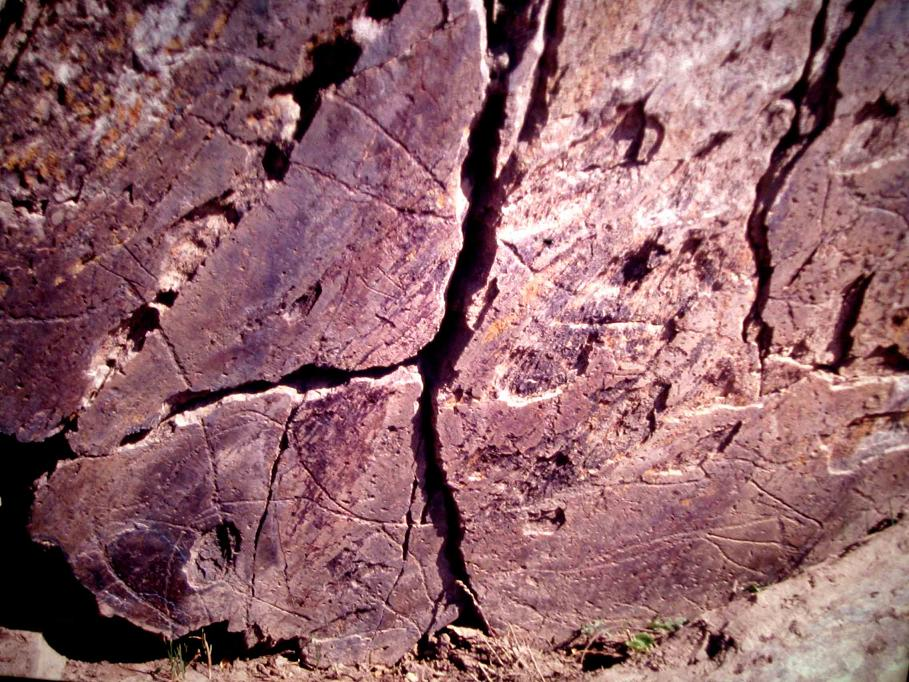
Палеолітичні гравюри на скелі
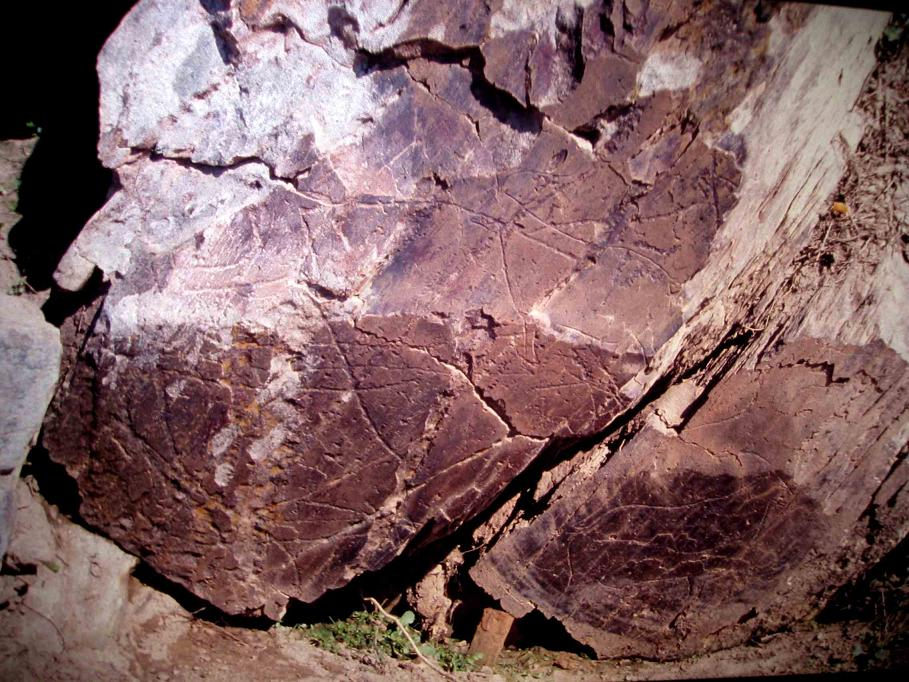
Різні зооморфні та антропоморфні малюнки на гранітних плитах